# سماعات أبل

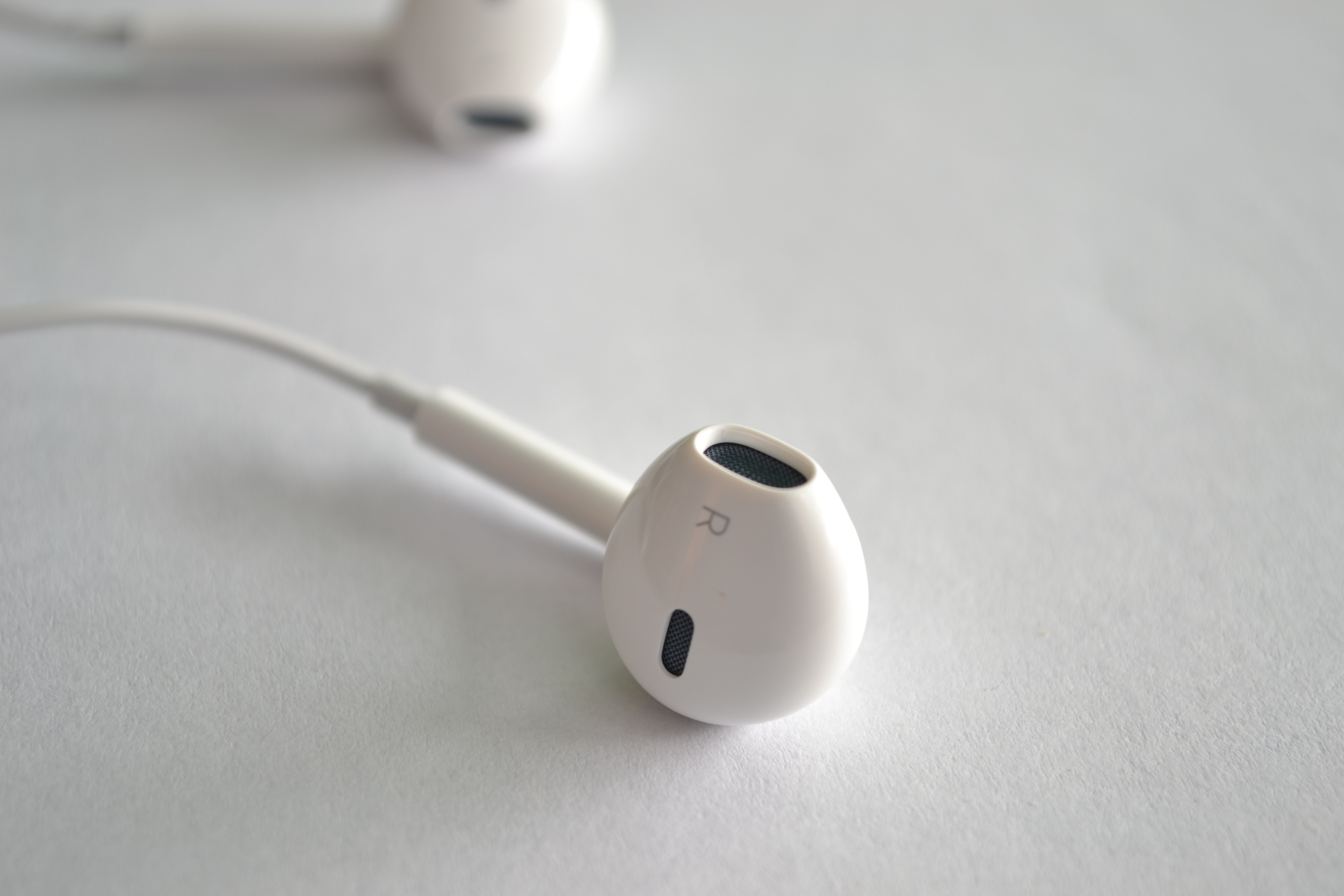
أبل إيربودز، تم طرحها في 12 سبتمبر 2012

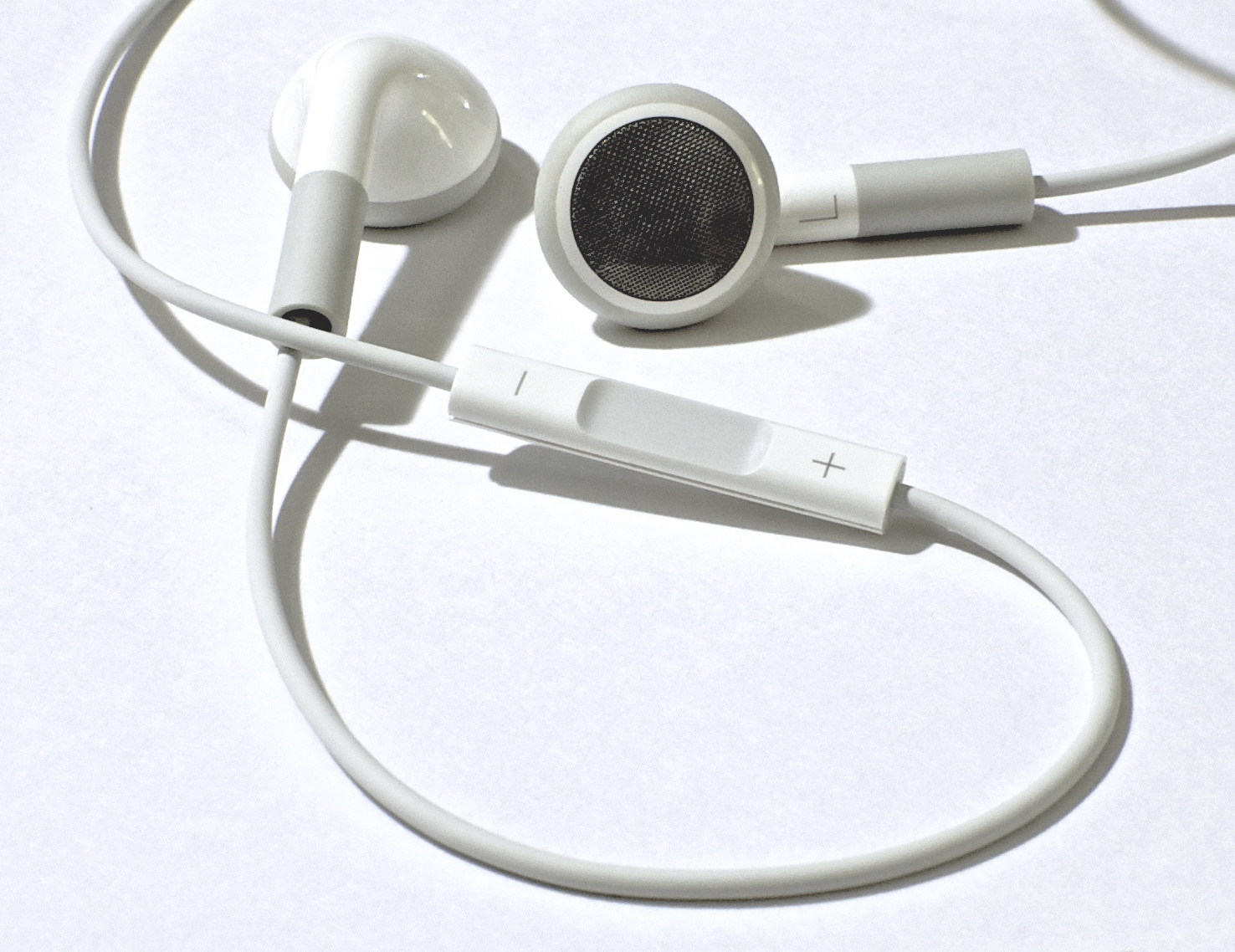
سماعات الأذن التي تم شحنها مع الجيل الثاني من الآيبود باللمس والجيل الرابع من آيبود شفل

سماعات أبل (بالإنجليزية: Apple headphones)‏ تقوم شركة أبل بإنتاج وبيع سماعات الرأس منذ عام 2001، وهي متاحة للشراء المستقل ومرفقة مع منتجات آيفون (حتى 2020) وآي بود (حتى 2022). يتكون خط منتجات أبل الحالي من إيربودز (سماعات أذن سلكية متوفرة مع سماعة رأس مقاس 3.5 مم أو موصل لايتنينق)، وآيربودز وآيربودز برو (سماعات داخل الأذن لاسلكية تعمل بتقنية بلوتوث)، وآيربودز ماكس (سماعات تغطي الأذن لاسلكية تعمل بتقنية بلوتوث).

## في الثقافة الشعبية
تتميز سماعات الأذن البيضاء من أبل بشكل بارز في غالبية إعلانات آي بودا لمميزة «ذات نمط الصورة الظلية». غالبًا كشخصية سوداء راقصة في [صورة ظلية] مع سماعات أذن وسلك أبيض متباينين بشكل صارخ أثناء حمل جهاز آي بود أبيض. عادة ما تكون الخلفية ذات لون ساطع آخر، لذا فإن جهاز آي بود وسماعات الرأس يبرزان بوضوح مقارنة ببقية الصورة.